# Kyle Seager
Kyle Duer Seager (* 3. November 1987 in Charlotte, North Carolina) ist ein US-amerikanischer Baseballspieler in der Major League. Derzeit spielt er bei den Seattle Mariners als Third Baseman.

## High-School- und College-Karriere
Kyle Seager ist der älteste von drei Söhnen, von Jeff und Jody Seager.
Der Bruder Corey wurde von den Los Angeles Dodgers in der ersten Runde des MLB Draft 2012 gedraftet, während Bruder Justin ebenso von den Mariners 2013 ausgewählt wurde.
Seager besuchte die Northwest Cabarrus High School in Concord, North Carolina, wo er Co-North Carolina Spieler des Jahres wurde.
Seager entschied sich, im Staat zu bleiben, und ging an die University of North Carolina, wo er in seiner Zeit eine Batting Average von .353 hatte. Neben dem kann er 17 Home Runs, 66 Doubles und 167 RBI verweisen. Im Jahr 2008 stellte er in einer Saison einen Schulrekord für Doubles in einer Saison auf (30). Er war ein Semifinalist für die Golden Spikes Award.
Während des Sommers 2008 spielte Seager für die Chatham A's in der Cape Cod Baseball League.

## Profikarriere

### Minor Leagues
Seager verbrachte den Hauptteil der Saison 2009 in der Class-A (Fünfthöchste Spielstufe). Seine Batting Average war .275 und er hatte einen Home Run und 22 RBI. Er spielte auch zwei Spiele in der Class-A Advanced (vierthöchste Spielstufe) bei den „High Desert Mavericks“, wo er dann auch die ganze Saison 2010 spielte. Seine Batting Average war .345, er hatte 14 Home Runs und 74 RBI.
Er wurde von Baseball America als neuntbester „Prospect“ der Mariners-Organisation 2011 eingestuft. „Prospects“ sind junge Talente, die der Reihe nach angeordnet werden, das heißt vom Nummer 1 Prospect des Jahres wird erwartet, dass er in Zukunft einer der besten Spieler der Liga wird. In der nächsten Saison spielte er 66 Spiele in der Double A (dritthöchste Spielstufe) bei den Jackson Generals, wo er eine Batting Average von .312 hatte, und 24 Spiele in der Triple A (zweithöchste Spielstufe) bei den Tacoma Rainiers, wo er eine Batting Average von .387 hatte. Insgesamt schlug er 7 Home Runs und 54 RBIs in diesem Jahr.

### Seattle Mariners
Am 6. Juli 2011 kam Seager zum ersten Mal in den 40-Man Roster. Seinen ersten Major League Home Run schlug er am 19. August 2011 gegen die Tampa Bay Rays auf dem Tropicana Field und beendete das Jahr mit einer .258 Batting Average, 3 Home Runs und 13 RBI in 53 Spielen.
Im Jahr 2012 spielte er seine erste volle MLB Saison, hatte eine Batting Average von .259, 20 Home Runs und 86 RBI in 155 Spielen.
Am 5. Juni 2013 traf Seager im 14. Inning einen Grand Slam gegen den Chicago White Sox. Es war das erste Mal in der MLB-Geschichte, dass ein Spieler einen ausgleichenden Grand-Slam in extra Innings traf. Die Mariners gewannen das Spiel 7-5 in 16 Innings. Er beendete 2013 mit einer Batting Average von .260, 22 Home Runs und 69 RBI in 160 (von möglichen 162) Spielen.
Am 23. April 2014 schlug Seager im Match gegen die Houston Astros 2 Home Runs und hatte 5 RBI. Er traf im siebten Inning einen two-Run home run und traf einen Walk-off-Three-Run-Home Run im neunten Inning, so dass die Mariners zu 5-3 gewannen. Das war sein erster Walk-off-Hit seiner Karriere. Er wurde zum April-Co-Spieler der Wochen gewählt. Am 2. Juni hatte Seager 4 Base Hits in 4 Versuchen, darunter ein Double, zwei Triples und einen Three Run Home Run gegen die New York Yankees. Er war der erste Mariner, dem zwei Triples, mindestens ein Home Run und ein Double in einem Spiel gelangen, seit Hal Breeden für Montreal im Jahr 1973 traf. Am 15. Juni ging Seager wieder 4-4 mit zwei Singles und zwei Doubles und drei RBI. Es war das fünfte Mal, dass Seager ein Vier-Hit-Spiel hatte. Am 7. Juli wurde Seager zu seinem ersten All-Star-Team als Verletzungsersatz für Toronto Blue Jays Spieler Edwin Encarnación ernannt. Er beendete die Saison mit 25 Home Runs, 96 RBI und einer Batting Average von .268 in 159 Spielen.
Am 4. November 2014 erhielt Seager seinen ersten Gold Glove.
Am 2. Dezember 2014 schlossen die Mariners eine 7-jährige Vertragsverlängerung über 100 Millionen Dollar mit Seager ab.
Im Jahr 2015 traf er bei 26 Home Runs und 74 RBI in 161 Spielen.
Am 25. April 2016 schlug Seager den 100. Home Run seiner Karriere in einem Spiel gegen die Houston Astros. Er beendete 2016 mit einer .278 Batting Average, 30 Home Runs und 99 RBI in 158 Spielen und er und sein Bruder, Corey, machten Geschichte, indem sie die ersten Brüder in der MLB Geschichte waren die jeweils mindestens 25 Home Runs in einem Jahr hatten.